# Prezidentské volby v Bělorusku 2025
Prezidentské volby se v Bělorusku konaly 26. ledna 2025. Prezident byl volen přímo na pětileté funkční období.

## Pozadí
Poté, co byl vítězem prezidentských voleb v roce 2020 prohlášen dosavadní prezident Alexandr Lukašenko, vypukly v zemi kvůli zmanipulování voleb masové protesty. Opoziční představitelka Svjatlana Cichanouská se poté prohlásila za vítězku voleb a prvenství jí přiřkly i některé nezávislé průzkumy a volební komise. Z bezpečnostních důvodů žije v Litvě. V březnu 2023 byla Cichanouská v Bělorusku odsouzena k trestu 15 let vězení. Ztratila tak možnost ucházet se o prezidentský úřad.
Dne 6. listopadu 2024 centrum pro lidská práva Vjasna oznámilo, že běloruské úřady zahájily vlnu zatýkání, když byla během týdne zadržena více než stovka lidí.
Evropský parlament ve své směrnici z ledna 2025 prezidentské volby v Bělorusku označil za zfalšované.
Běloruská vláda zprvu odmítla účast zahraničních pozorovatelů ověřujících průběh voleb podle uznávaných standardů. Organizaci pro bezpečnost a spolupráci v Evropě pozvala příliš pozdě nato, aby byla schopna vyslat misi k monitorování průběhu voleb.

## Kandidáti
Lukašenko neměl reálného protikandidáta. Zdání férovosti voleb mu mělo pomoci udržet např. někdejší opoziční poslankyně běloruského parlamentu Anna Kanopackaja, která je však k němu loajální. Také další kandidáti mu vyjádřili podporu. Skutečně opozičním kandidátům by hrozily okamžité represe.

## Oficiální výsledky
Dle oficiálních výsledků volby drtivě vyhrál stávající prezident Lukašenko se ziskem téměř 88 % hlasů.